# 龙泉寺站
龙泉寺站位于中华人民共和国甘肃省兰州市永登县，建于1953年。是兰新铁路的一个车站，距离兰州站82公里。距上行车站华家山站7km，距下行车站青寺站7公里。该站隶属于中国铁路兰州局集团。客运：办理旅客乘降；行李、包裹托运；货运：办理整车货物发到；不办理危险货物发到，为四等站。